# インディ・イレブン
インディ・イレブン (英語: Indy Eleven) はアメリカ合衆国・インディアナ州インディアナポリスに本拠地を置くサッカークラブである。

## 歴史
2013年設立。クラブ名は南北戦争時に当地で結成された第11インディアナ歩兵連隊に由来する。
2014年からNASLへ参戦。2016年には春季リーグで優勝を果たした。
2018年1月10日、NASLを脱退しUSLへ加盟することが発表された。

## タイトル

### 国内タイトル
- 北米サッカーリーグ

 (1): 2016春季

### 国際タイトル
なし

## サプライヤーとスポンサー
| 期間      | サプライヤー | スポンサー |
| --------- | ------------ | ---------- |
| 2014-2016 | Diadora      | Honda      |
| 2017-     | Adidas       | Honda      |

## 歴代所属選手
- ジョゼ・クレベルソン 2014-2015
- ジャーメイン・ジョンソン 2014-2015
- ヘラルド・トラード 2016-2017
- ジョン・ブッシュ 2016-2017
- オウェイン・フォン・ウィリアムズ 2018
- ジャック・マキナニー 2018
- ガブリエル 2019-
- ルーカス・ファリアス 2019-